# غافن مكان
غافن مكان (بالإنجليزية: Gavin McCann)‏، من مواليد 10 يناير 1978 في بلاكبول في إنجلترا، لاعب كرة قدم إنجليزي.
بدأ مسيرته الكروية مع نادي إيفرتون في عام 1995، ولعب معهم حتى عام 1998، وشارك معهم في 11 مباراة، وفي عام 1998 انتقل إلى نادي سندرلاند، ولعب معهم حتى عام 2003، وشارك معهم في 116 مباراة وسجل 8 أهداف، ومنذ عام 2003 وهو يلعب مع نادي أستون فيلا.
و قد لعب مع منتخب إنجلترا لكرة القدم في عام 2001.

## مسيرته الكروية
لعب غافن مكان خلال مسيرته الاحترافية مع 4 أندية في ثلاثة عشر موسمًا وسجل خلالها 12 هدفًا ضمن 312 مباراة. ولم يفز بأي موسم بالكأس أو بالدوري.
خاض غافن مكان مسيرته مع نادي إيفرتون في موسم 1997–98 لمدة موسم واحد، مشاركًا في 11 مباراة ولم يسجل أي هدف. ثم انتقل إلى نادي سندرلاند في موسم 1998–99 ليلعب معه خمسة مواسم، حيث شارك في 116 مباراة سجل خلالها 8 أهداف. لينتقل بعدها إلى نادي أستون فيلا في موسم 2003–04 ليلعب معه أربعة مواسم، مشاركًا في 110 مباراة سجل خلالها 3 أهداف. ثم انتقل إلى نادي بولتون واندررز في موسم 2007–08 واستمر معه طيلة ثلاثة مواسم، مشاركًا في 75 مباراة سجل خلالها هدفًا واحدًا.

## روابط خارجية
- غافن مكان على موقع قاعدة بيانات كرة القدم.إي يو (الإنجليزية)
- غافن مكان على موقع ناشيونال فوتبول تيمز (الإنجليزية)
- غافن مكان على موقع Soccerbase.com (لاعب) (الإنجليزية)
- غافن مكان على موقع عالم كرة القدم.نت (الإنجليزية)
- غافن مكان على موقع كووورة